# Зірганська сільська рада
Зірга́нська сільська рада (рос. Зирганский сельский совет) — муніципальне утворення у складі Мелеузівського району Башкортостану, Росія. Адміністративний центр — село Зірган.

## Населення
Населення — 4722 особи (2019, 5194 в 2010, 5142 в 2002).

## Склад
До складу поселення входять такі населені пункти:
| Населений пункт           | Населення, осіб (2002) | Населення, осіб (2010) |
| ------------------------- | ---------------------- | ---------------------- |
| Верхньоюлдашево, присілок | 354                    | 392                    |
| Зірган, село              | 4075                   | 4125                   |
| Климовка, присілок        | 12                     | 20                     |
| Нурдавлетово, присілок    | 87                     | 102                    |
| Сабашево, присілок        | 321                    | 300                    |
| Семеновка, присілок       | 1                      | 2                      |
| Столяровка, присілок      | 1                      | 10                     |
| Терекла, присілок         | 89                     | 67                     |
| Юмаково, присілок         | 202                    | 176                    |